# Isa Mustafa

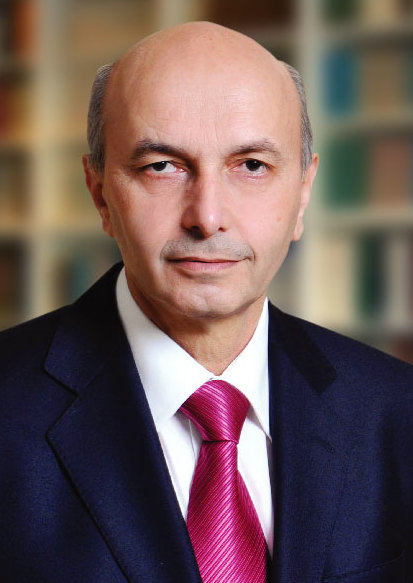
Isa Mustafa (2014)

Isa Mustafa (* 15. Mai 1951 in Prapaštica, FVR Jugoslawien, heute Kosovo) ist ein kosovarischer Politiker (LDK). Zwischen 2014 und 2017 war er Premierminister des Kosovo. Bis zur Parlamentswahl im Kosovo 2021 war er Parteivorsitzender der LDK.

## Leben und Karriere
Die Primarschule sowie die Mittelschule schloss Isa Mustafa in Pristina ab. Er studierte Wirtschaftswissenschaft an der Universität Pristina. Seine Dissertation behandelte Management und Finanzen. Mustafa ist ebenfalls Master im Fach Organisation.
Im Jahr 1974 fing Mustafa an der Universität Pristina als Pädagoge an zu arbeiten. Von 1984 bis 1988 war Mustafa Präsident des Stadtrates von Pristina. Von 1991 bis 1999 war er Wirtschafts- und Finanzminister in der kosovo-albanischen Exilregierung des Kosovo. Nach dem Krieg engagierte sich Mustafa als Wissenschaftler und Forscher an der Universität Pristina und im Institut Riinvest. Mustafa war Präsident des Aufsichtsrats der Bank Dardania, sowie Mitglied des Aufsichtsrats der Banka e Re, Universiteti i Kosovës, Amerikanische Universität in Kosovo und der Banka Qendrore e Kosovës. Ebenfalls war Mustafa von 2006 bis zu seiner Wahl als Bürgermeister von Pristina im Dezember 2007 im Vorstand der LDK.
Zwischen 2007 und 2013 war er Bürgermeister von Pristina und musste das Amt an Shpend Ahmeti (VV) übergeben. Damit endete die 15-jährige Ära der LDK in der Hauptstadt.
Am 7. November 2010 löste er mit 235 Delegierten-Stimmen für sich und 124 Stimmen für Fatmir Sejdiu, Sejdiu als Parteivorsitzenden ab.
Im März 2016 bestätigte Mustafa auf Nachfrage des investigativen Nachrichtenportals Insajderi.com, dass sein Bruder Ragip sich dem Migrantenstrom nach Deutschland angeschlossen hätte und dort um politisches Asyl ersucht habe. Als Begründung führte Mustafa an, dass sein Bruder eine spezielle medizinische Behandlung benötige, die im Kosovo nicht erhältlich sei. Zusätzlich erklärte er, dass auch einige seiner Neffen und Nichten versucht hätten, Asyl zu erlangen, jedoch mittlerweile wieder im Kosovo seien.
Am 10. Mai 2017 stürzte die von Mustafa geführte Regierung über ein Misstrauensvotum. 78 von 120 Abgeordneten des Parlaments sprachen sich für die Absetzung aus, darunter auch jene der an der Regierung beteiligten Demokratischen Partei des Parlamentspräsidenten Kadri Veseli.
Am 9. September 2017 folgte Ramush Haradinaj (AAK) auf Isa Mustafa als Premierminister.

## Sonstiges
Isa Mustafa ist Mitglied der Akademie der Künste und Wissenschaften des Kosovo.